# 日爪ノブキ
日爪ノブキ（ひづめ のぶき、Nobuki Hizume、Nobuki Hizume、1979年6月24日 - ）は、日本の帽子・ヘッドピースデザイナー（milliner）。

## 人物
文化服装学院を首席で卒業後、渡伊。イタリアのメーカーよりアンダーウェアーのデザイナーとして自身のブランドを発表し、ミラノなどイタリア主要都市を中心にコレクションを発表する。帰国後、帽子・ヘッドピースデザインに可能性を拡げ、国内外の舞台や映画、ミュージシャンの帽子・ヘッドピースのデザイン製作を数多く手掛ける。同時に、自身のファッションブランドNOBUKI HIZUMEを展開している。また、2009年より拠点をパリに移し、名だたるグランメゾンのパリコレクション用の帽子を手掛けている。2019年、国家最優秀職人章（Meilleur Ouvrier de France、M.O.F.）に認定される。M.O.F.とは、日本の人間国宝（重要無形文化財保持者）に相当すると敬われる。
2019年6月、自身の帽子ブランド"HIZUME"をスタートさせる。
「ディオール」「エルメス」「ロエベ」「キディル」「コム・デ・ギャルソン オム プリュス」など、名だたるブランドとコラボレーションしている。